# Otec

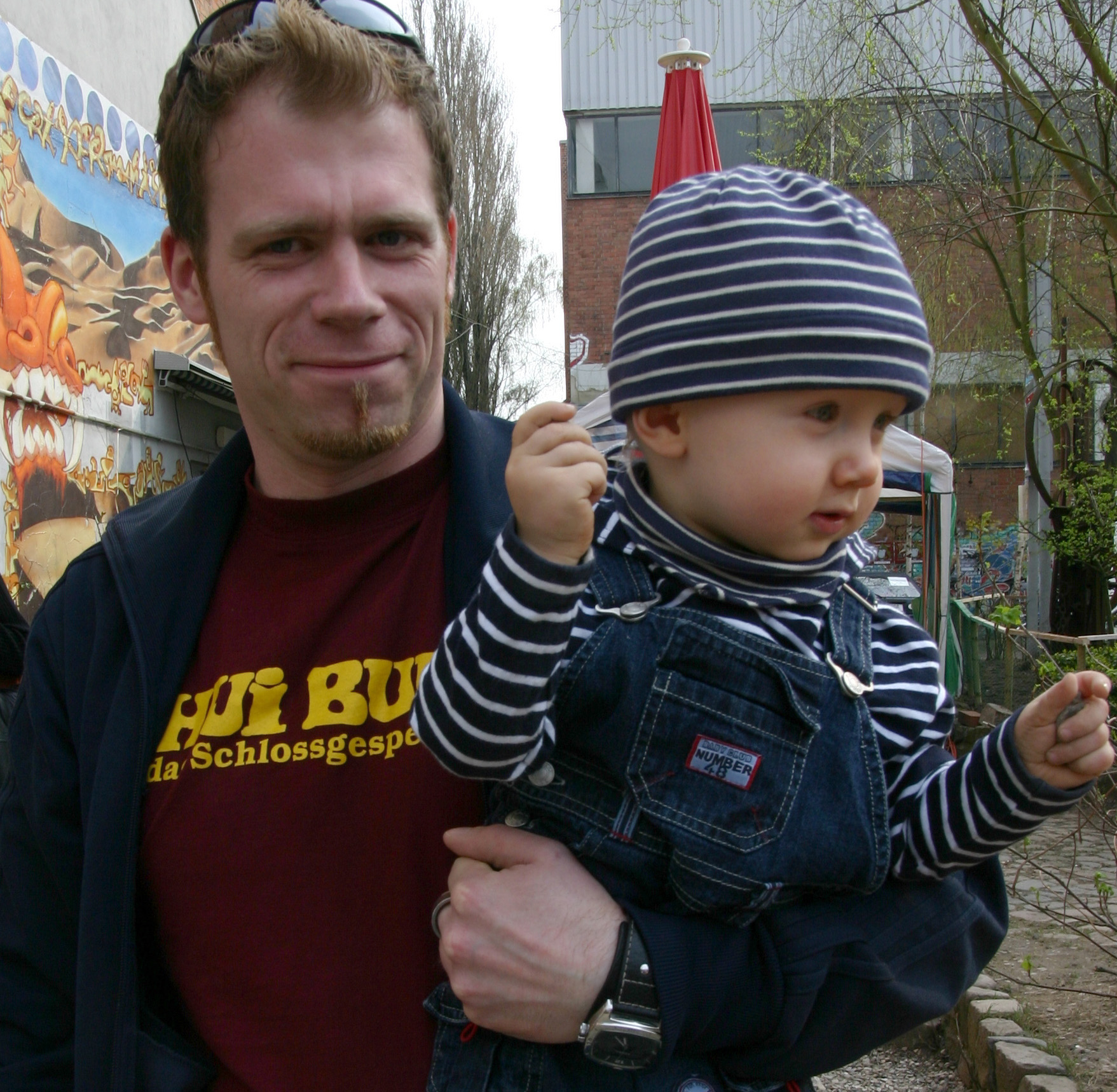
Otec se synem

Otec či táta je mužský rodič dítěte.
Otcové mohou být rozděleni na základě jejich biologického, sociálního nebo legálního vztahu k dítěti. Tento vztah se nazývá otcovství.
Den otců se slaví třetí neděli v červnu.